# Weißspiegeltaube
Die Weißspiegeltaube (Petrophassa albipennis), auch Weißflügel-Steintaube genannt, ist eine Art der Taubenvögel. Sie kommt ausschließlich in Australien vor.

## Erscheinungsbild

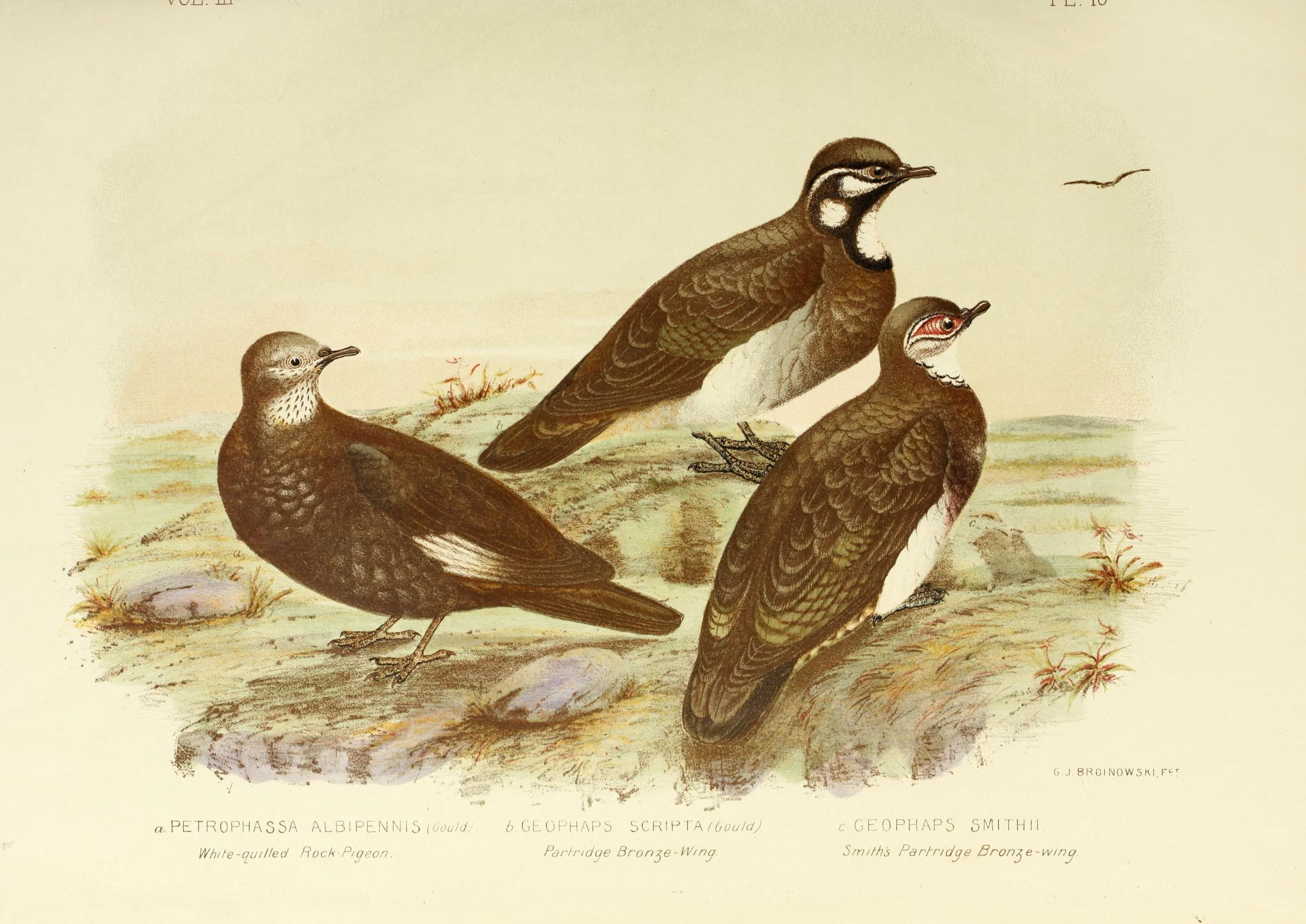
Weißspiegeltaube (links), zusammen mit Buchstabentaube und Rotbrillentaube, Illustration

Die Weißspiegeltaube erreicht eine Körperlänge von 30 Zentimetern. Das Gefieder ist überwiegend dunkel olivbraun. Die Handschwingen sind weiß. Dies unterscheidet sie auch von der sehr ähnlichen Rotflügel-Steintaube, die gemeinsam mit der Weißspiegeltaube die Gattung der Australischen Bodentauben bildet. Der Geschlechtsunterschied ist nicht sehr stark ausgeprägt. Bei den Männchen ist das Gefieder eher rötlichbraun, bei den Weibchen dagegen stärker graubraun.

## Verbreitungsgebiet und Verhalten
Das Verbreitungsgebiet der Weißspiegeltaube ist klein. Sie kommt in Australien in den Kimberleys von Oobagooma bis Kununurra im Nordosten Western Australias vor. Im angrenzenden Northern Territory reicht ihr Verbreitungsgebiet vom Flora River bis zur Stokes Range vor. Es ist eine hochspezialisierte Taube, die ausschließlich steiniges und stark zerklüftetes felsiges Gebiet besiedelt.
Außerhalb der Fortpflanzungszeit kommt die Weißspiegeltaube in kleinen Trupps von vier bis sieben Individuen vor. Es ist eine sehr ortsgebundene Art. Der Aktivitätshöhepunkt der Taube ist am frühen Morgen und am späten Abend. Während der heißen Tageszeit suchen Weißspiegeltauben gewöhnlich in Felsspalten Schutz. Es ist eine ausschließlich bodenbewohnende Art. Ihr Nahrungsspektrum besteht aus den Samen von Gräsern, Sträuchern und Kräutern. Das Gelege besteht aus zwei Eiern. Die Brutzeit beträgt 15 bis 19 Tage. Die Jungvögel sind nach 15 Tagen flügge.

## Belege